# Piero Trombetta
Piero Trombetta (Milano, 1914 – 1991) è stato un musicista, violinista, compositore cantante e attore italiano.

## Biografia
Deciso ad intraprendere l'attività di concertista, si diploma in violino e composizione al conservatorio di Bologna. Quando il padre, noto baritono, perde la voce deve cercarsi un lavoro. Intorno al 1927 riesce a farsi assumere dal maestro Tarantino che dirige l'orchestra dell'Apollo, famoso cabaret milanese del momento, passando dai calzoni corti allo smoking prestatogli da un cameriere. In seguito, dopo aver sposato Ada Algisi, astro nascente ai tempi di Gino Franzi e della Anna Fougez, e primo violino nell'orchestra di Eduardo Bianco, incontrastato re del tango.
Negli anni '50 forma una propria orchestra e, dopo aver fatto sospirare il suo violino per oltre un ventennio suonando unicamente tanghi argentini, è alla ricerca di qualcosa di nuovo. Ispirandosi allo stile dei The Platters e alle notti trascorse da ragazzo in casa di uno zio guardiano di cimiteri, decide di "criminalizzare" il ballo argentino, "satanizzandolo" con l'arrangiamento a terzine. Nasce così, su versi Aldo Locatelli, Kriminal tango che lo rende celebre in tutto il mondo. In Germania, dove in pochi mesi se ne vendono oltre un milione di copie e se ne trae un film di successo dal titolo omonimo.
Trombetta prende parte a numerosissime trasmissioni televisive e a Colonia, nel 1960 gli viene assegnato il Disco d'oro. Segue una serie di canzoni nere che interpreta con sua voce roca. Personaggio ricco di talento e simpaticamente stravagante, scrive il romanzo di fantascienza Cinque milioni avanti Cristo e lo trasforma nel film Lo specchio nello spazio, in cui dirigendosi da sé, interpreta un marziano. Alla metà degli anni '60 la sua stella comincia a tramontare. Fra i titoli più noti: Satanico tango, Karakiri, Un tango cha cha cha.
Tra i brani scritti per altri artisti da ricordare Cadavere spaziale su testo di Finestra, incisa nel 1961 da Riz Samaritano e ripresa nel 1993 da Elio e le Storie Tese nell'album Esco dal mio corpo e ho molta paura.

## Discografia

### Dischi

#### Dischi a 78 giri[3]
| Anno    | Etichetta | Codice   | Lato | Titolo                         | Autori                            | Interpreti                                    |
| ------- | --------- | -------- | ---- | ------------------------------ | --------------------------------- | --------------------------------------------- |
| 1946    | Mayon     | Mr 1127  | A    | Coffiee time                   | Warren, Devilli                   | Piero Trombetta, Edo Scampini                 |
| 1946    | Mayon     | Mr 1127  | B    | Angelo                         | Warren, Devilli                   | Piero Trombetta, Edo Scampini                 |
| 1946    | Columbia  | CQ 1561  | A    | Pioggia d'ottobre              | Trombetta, Don Pedro              | Piero Trombetta, Ada Algisi                   |
| 1946    | Columbia  | CQ 1561  | B    | Clavel del aire                | Filiberto                         | Piero Trombetta, Ada Algisi, Elio Mannino     |
| 1946/47 | Columbia  | CQ 1586  | A    | Mi dolor                       | Marcucci, Meano                   | Piero Trombetta, Elio Mannino                 |
| 1946/47 | Columbia  | CQ 1586  | B    | Viejecita                      | Trombetta, Don Pedro              |                                               |
| 1947    | Columbia  | CQ 1604  | A    | Munequita de Paris             | Don Pedro, Trombetta              | Piero Trombetta, Ada Algisi                   |
| 1947    | Columbia  | CQ 1604  | B    | Samba brasiliana               | E. Frati, Trombetta               | Piero Trombetta, Ada Algisi                   |
| 1947    | Columbia  | CQ 1613  | A    | Menzogna                       | Selyrin, Gramantieri              | Piero Trombetta, Ada Algisi                   |
| 1947    | Columbia  | CQ 1613  | B    | Rodriguez pena                 | Greco                             | Piero Trombetta                               |
| 1948    | Columbia  | CQ 1737  | A    | Nel sud                        | Olivieri, Testoni                 | Piero Trombetta, Elio Mannino                 |
| 1948    | Columbia  | CQ 1737  | B    | Chupa chupa                    | Trombetta, Don Pedro              | Piero Trombetta, Elio Mannino                 |
| 1948    | Columbia  | CQ 1738  | A    | Bolero andaluso                | Trombetta                         | Piero Trombetta                               |
| 1948    | Columbia  | CQ 1738  | B    | Le maracas                     | Olivieri, Testoni                 | Piero Trombetta, Elio Mannino                 |
| 1948    | Columbia  | CQ 1758  | A    | Resurrezione                   | Redi                              | Piero Trombetta                               |
| 1948    | Columbia  | CQ 1758  | B    | Domenicana                     | Redi                              | Piero Trombetta                               |
| 1948    | Columbia  | CQ 1772  | A    | Paloma negra                   | Falcomatà, Cherubini              | Piero Trombetta, De Paoli                     |
| 1948    | Columbia  | CQ 1772  | B    | Oy mama uhè                    | Pilato, Cherubini                 | Piero Trombetta, Elio Mannino                 |
| 1948    | Columbia  | CQ 1774  | A    | Mi bamba ne                    | Senen Suarez                      | Piero Trombetta                               |
| 1948    | Columbia  | CQ 1774  | B    | Cantando questa strana canzon  | Trombetta                         | Piero Trombetta, De Paoli                     |
| 1948    | Columbia  | CQ 1788  | A    | Nadie te da nada               | Trombetta, Don Pedro              | Piero Trombetta, Elio Mannino                 |
| 1948    | Columbia  | CQ 1788  | B    | Manuelito                      | De Serra, Quattrini               | Piero Trombetta, Ada Algisi                   |
| 1948    | Columbia  | CQ 1795  | A    | Maria di Bahia                 | Deani, Misraki                    | Piero Trombetta, Carlo Buti                   |
| 1948    | Columbia  | CQ 1795  | B    | Vamos chica                    | Gyp, Trombetta                    | Piero Trombetta, Carlo Buti                   |
| 1948    | Columbia  | CQ 1835  | A    | A Rio de Janeiro               | Lopez, Lucky                      | Piero Trombetta, Marisa Fiordaliso            |
| 1948    | Columbia  | CQ 1835  | B    | Sulle rive del naviglio        | Trombetta, Frati                  | Piero Trombetta, Marisa Fiordaliso            |
| 1948    | Columbia  | CQ 1836  | A    | Asì se va la vida mia          | Trombetta, Don Pedro              | Piero Trombetta, Marisa Fiordaliso            |
| 1948    | Columbia  | CQ 1836  | B    | Buenos Aires querido           | Trombetta, Don Pedro              | Piero Trombetta, Elio Mannino                 |
| 1948    | Columbia  | CQ 1837  | A    | Milena                         | Minguel, Cavallini                | Piero Trombetta, Elio Mannino                 |
| 1948    | Columbia  | CQ 1837  | B    | Perfidamente                   | Maietti, Taba                     | Piero Trombetta, Elio Mannino                 |
| 1948    | Columbia  | CQ 1847  | A    | Corumba                        | Lucacci, Bonfanti                 | Piero Trombetta, Marisa Fiordaliso            |
| 1948    | Columbia  | CQ 1847  | B    | Pica-pica                      | Mendeze-Vigo, Suarez-Deani        | Piero Trombetta, Marisa Fiordaliso            |
| 1948/49 | Columbia  | CQ 1858  | A    | Luna algerina                  | Taccani, Nisa                     | Piero Trombetta, Marisa Fiordaliso            |
| 1948/49 | Columbia  | CQ 1858  | B    | Abbandonati a me               | Ceroni, Testoni                   | Piero Trombetta, Elio Mannino                 |
| 1949    | Columbia  | CQ 1869  | A    | Caminos de Andalucia           | Trombetta, Don Pedro              | Piero Trombetta, El Rubro                     |
| 1949    | Columbia  | CQ 1869  | B    | Tango dell'addio               | Ravasini, Frati                   | Piero Trombetta, Elio Mannino                 |
| 1949    | Columbia  | CQ 1870  | A    | Nostalgia tzigana              | Abner, Funaro                     | Marisa Fiordaliso                             |
| 1949    | Columbia  | CQ 1870  | B    | Mucho mucho                    | Vidal                             | Piero Trombetta, Marisa Fiordaliso            |
| 1949    | Columbia  | CQ 1877  | A    | Passa il giro                  | Rastelli, Trombetta               | Piero Trombetta, Enzo Amadori                 |
| 1949    | Columbia  | CQ 1877  | B    | Manca un quarto alle sei       | Rastelli, Trombetta               | Piero Trombetta, Elio Mannino                 |
| 1949    | Columbia  | CQ 1884  | A    | Rancherita                     | Trombetta, Don Pedro, Larici      | Piero Trombetta                               |
| 1949    | Columbia  | CQ 1884  | B    | Il valzer delle tagliatelle    | Ravasini, Morbelli                | Piero Trombetta, Enzo Amadori                 |
| 1949    | Columbia  | CQ 1902  | A    | La cucusamba                   | Trombetta, Rastelli               | Piero Trombetta, Marisa Fiordaliso            |
| 1949    | Columbia  | CQ 1902  | B    | Esclavo infeliz                | Trombetta, Don Pedro              | Piero Trombetta, Zema                         |
| 1949    | Columbia  | CQ 1988  | A    | Haway                          | Olivieri, Bertini, Don Pedro      | Piero Trombetta, Alma Lopez                   |
| 1949    | Columbia  | CQ 1988  | B    | Paranà                         | Maietti                           | Piero Trombetta                               |
| 1949    | Columbia  | CQ 1990  | A    | Argentinita                    | Trombetta, Locatelli              | Piero Trombetta, Alma Lopez                   |
| 1949    | Columbia  | CQ 1990  | B    | Zingara                        | Alù, Bertini                      | Piero Trombetta, Alma Lopez                   |
| 1950    | Columbia  | CQ 2131  | A    | Runeme papà                    | A. Rodriguez                      | Piero Trombetta, Pedrito Fuentes              |
| 1950    | Columbia  | CQ 2131  | B    | Bailando la guaracha           | R. Marengo                        | Piero Trombetta, Pedrito Fuentes              |
| 1950    | Columbia  | CQ 2132  | A    | Con pandeiro y sin pandeiro    | E.C. Cruz, P.G. Gaetano           | Piero Trombetta, Pedrito Fuentes              |
| 1950    | Columbia  | CQ 2132  | B    | Tres veces sì                  | Laredo                            | Piero Trombetta, Pedrito Fuentes              |
| 1950/52 | Columbia  | CQ 2176  | A    | Sentimiento gaucho             | F. e R. Canaro                    | Piero Trombetta                               |
| 1950/52 | Columbia  | CQ 2176  | B    | Retintin                       | E. Arolas                         | Piero Trombetta                               |
| 1950/52 | Columbia  | CQ 2177  | A    | La canzone della mamma         | Trombetta, Frati                  | Piero Trombetta, Luciano Monguzzi             |
| 1950/52 | Columbia  | CQ 2177  | B    | Mendoza                        | Costabile, Sibra                  | Piero Trombetta, Luciano Monguzzi             |
| 1950/52 | Columbia  | CQ 2237  | A    | Trenzas                        | Pontier, Exposito                 | Piero Trombetta, Pedrito Fuentes              |
| 1950/52 | Columbia  | CQ 2237  | B    | La signora Pace                | Leonambi, Spaggiari               | Piero Trombetta, A. Biliotto                  |
| 1950/52 | Columbia  | CQ 2260  | A    | Los cocos                      | Lara                              | Piero Trombetta, Pedrito Fuentes              |
| 1950/52 | Columbia  | CQ 2260  | B    | T'aspetterò stasera            | Trombetta, Lapo                   | Piero Trombetta, A. Biliotto                  |
| 1950/52 | Columbia  | CQ 2266  | A    | El huracon                     | O. e E. Donato, N. Lopez          | Piero Trombetta                               |
| 1950/52 | Columbia  | CQ 2266  | B    | Contraviento                   | Trombetta                         | Piero Trombetta                               |
| 1950/52 | Columbia  | CQ 2292  | A    | Duelo criollo                  | Rezzano                           | Piero Trombetta                               |
| 1950/52 | Columbia  | CQ 2292  | B    | Piedad                         | Percuoco                          | Piero Trombetta                               |
| 1950/52 | Columbia  | CQ 2321  | A    | No se porquè (te quiero)       | Trombetta                         | Piero Trombetta                               |
| 1950/52 | Columbia  | CQ 2321  | B    | La cumparsita                  | M. Rodriguez                      | Piero Trombetta                               |
| 1950/52 | Columbia  | CQ 2372  | A    | Nada                           | Trombetta, Don Pedro              | Piero Trombetta, A. Biliotto                  |
| 1950/52 | Columbia  | CQ 2372  | B    | Plegaria                       | Bianco                            | Piero Trombetta                               |
| 1950/52 | Columbia  | CQ 2379  | A    | Canaro en Paris                | Scarpino, Caldarella              | Piero Trombetta                               |
| 1950/52 | Columbia  | CQ 2379  | B    | Clarita                        | Dutailly, Larici                  | Piero Trombetta, A. Biliotto                  |
| 1950/52 | Columbia  | CQ 2418  | A    | 9 de Julio                     | Padula, Bayardo                   | Piero Trombetta                               |
| 1950/52 | Columbia  | CQ 2418  | B    | Derecho viejo                  | Arolas                            | Piero Trombetta                               |
| 1950/52 | Columbia  | CQ 2438  | A    | Campanella                     | Llossas                           | Piero Trombetta                               |
| 1950/52 | Columbia  | CQ 2438  | B    | Mano a mano                    | Gardel, Razzano                   | Piero Trombetta                               |
| 1952    | Columbia  | CQ 2470  | A    | El rey del tango               | Trombetta, Carrasco               | Piero Trombetta, A. Biliotto                  |
| 1952    | Columbia  | CQ 2470  | B    | Cafetin de Buenos Aires        | Mores, Discepolo                  | Piero Trombetta, Elio Mannino                 |
| 1952    | Columbia  | CQ 2478  | A    | El baion                       | Pablo, Carrasco                   | Piero Trombetta, A. Biliotto                  |
| 1952    | Columbia  | CQ 2478  | B    | Con maracas                    | Cugat, Dimanling, Poletto         | Piero Trombetta, A. Biliotto                  |
| 1952    | Columbia  | CQ 2508  | A    | Tango bolero                   | Llossas                           | Piero Trombetta                               |
| 1952    | Columbia  | CQ 2508  | B    | No puede ser                   | Trombetta                         | Piero Trombetta                               |
| 1952    | Columbia  | CQ 2528  | A    | Espana cani                    | Marquina                          | Piero Trombetta                               |
| 1952    | Columbia  | CQ 2528  | B    | Plaza de toros                 | Trombetta                         | Piero Trombetta                               |
| 1952    | Columbia  | CQ 2538  | A    | Mariposa azul                  | Maietti                           | Piero Trombetta                               |
| 1952    | Columbia  | CQ 2538  | B    | Confesion                      | Discepolo                         | Piero Trombetta                               |
| 1952    | Columbia  | CQ 2543  | A    | Blue tango                     | Anderson                          | Piero Trombetta                               |
| 1952    | Columbia  | CQ 2543  | B    | Il più bel tango               | Scotto                            | Piero Trombetta                               |
| 1952    | Columbia  | CQ 2628  | A    | Appassionato tango             | Nibert                            | Piero Trombetta                               |
| 1952    | Columbia  | CQ 2628  | B    | A media luz                    | Donato                            | Piero Trombetta                               |
| 1952    | Columbia  | CQ 2629  | A    | Amarezza                       | Julio Blanco, Bertone             | Piero Trombetta, Luciano Monguzzi             |
| 1952    | Columbia  | CQ 2629  | B    | Tango di mezzanotte            | Zappalà                           | Piero Trombetta                               |
| 1952    | Columbia  | DCQ 68   | A    | Tango bolero                   | Llossas                           | Piero Trombetta                               |
| 1952    | Columbia  | DCQ 68   | B    | Espana cani                    | Marquina                          | Piero Trombetta                               |
| 1952    | Columbia  | MZ 928   | A    | El bajon                       | Pablo, Carrasco                   | Piero Trombetta, A. Biliotto                  |
| 1953    | Columbia  | CQ 2630  | A    | Amico tango                    | Maietti                           | Piero Trombetta                               |
| 1953    | Columbia  | CQ 2630  | B    | Tristeza e n la pampa          | Maietti                           | Piero Trombetta                               |
| 1953    | Columbia  | CQ 2650  | A    | Monika tango                   | Siegel                            | Piero Trombetta                               |
| 1953    | Columbia  | CQ 2650  | B    | Sueno                          | Saetti                            | Piero Trombetta                               |
| 1953    | Columbia  | CQ 2668  | A    | Toreador                       | Maietti                           | Piero Trombetta                               |
| 1953    | Columbia  | CQ 2668  | B    | Concierto                      | Zuccheri                          | Piero Trombetta                               |
| 1953    | Columbia  | CQ 2688  | A    | Guitarrita                     | Trombetta                         | Piero Trombetta                               |
| 1953    | Columbia  | CQ 2688  | B    | Domingo Porteno                | Maietti                           | Piero Trombetta                               |
| 1953/54 | Columbia  | CQ 2704  | A    | Josè Carioca                   | Pablo, Clara                      | Piero Trombetta, Luciano Monguzzi             |
| 1953/54 | Columbia  | CQ 2704  | B    | Lo sai?                        | Trombetta, Locatelli              | Piero Trombetta, Luciano Monguzzi, I. Passoni |
| 1953/54 | Columbia  | CQ 2709  | A    | E la barca tornò sola          | Ruccione                          | Piero Trombetta                               |
| 1953/54 | Columbia  | CQ 2709  | B    | La gallina zoppa               | Piero Trombetta, Luciano Monguzzi |                                               |
| 1953/54 | Columbia  | CQ 2720  | A    | Donna bugiarda                 | Ischem                            | Piero Trombetta                               |
| 1953/54 | Columbia  | CQ 2720  | B    | Malia                          | Da Vià                            | Piero Trombetta                               |
| 1953/54 | Columbia  | CQ 2738  | A    | Dulce plegaria                 | Maietti                           | Piero Trombetta                               |
| 1953/54 | Columbia  | CQ 2738  | B    | Kiss tango                     | Belmonte                          | Piero Trombetta                               |
| 1953/54 | Columbia  | CQ 2786  | A    | Restar soli                    | Trombetta, Frati                  | Piero Trombetta, Luciano Monguzzi, I. Passoni |
| 1953/54 | Columbia  | CQ 2786  | B    | Un tango                       | Trombetta, Frati                  | Piero Trombetta, Luciano Monguzzi             |
| 1953/54 | Columbia  | CQ 2804  | A    | El mundo (Sigue andando)       | Trombetta                         | Piero Trombetta                               |
| 1953/54 | Columbia  | CQ 2804  | B    | Canaria                        | Piero Trombetta                   |                                               |
| 1954    | Columbia  | CQ 2822  | A    | Dialogo nella pampa            | Maietti                           | Piero Trombetta                               |
| 1954    | Columbia  | CQ 2822  | B    | Egon                           | Gaze                              | Piero Trombetta                               |
| 1954    | Columbia  | CQ 2848  | A    | Impressioni argentine          | Maietti                           | Piero Trombetta                               |
| 1954    | Columbia  | CQ 2848  | B    | Adios amor                     | Minguel, Wilhelm                  | Piero Trombetta                               |
| 1954    | Columbia  | CQ 2849  | A    | Mama yo quiero un novio        | Collazo                           | Piero Trombetta                               |
| 1954    | Columbia  | CQ 2849  | B    | Tzigano                        | Trombetta                         | Piero Trombetta                               |
| 1954    | Columbia  | CQ 2881  | A    | Solfeo                         | Minguel, Wilhelm                  | Piero Trombetta                               |
| 1954    | Columbia  | CQ 2881  | B    | Dulce mate                     | Maietti                           | Piero Trombetta                               |
| 1954    | Columbia  | CQ 2896  | A    | Jalousie                       | Gade                              | Piero Trombetta                               |
| 1954    | Columbia  | CQ 2896  | B    | Sensual                        | G. Gomez                          | Piero Trombetta                               |
| 1954    | Columbia  | CQ 2911  | A    | Siempre                        | Minguel, Wilhelm                  | Piero Trombetta                               |
| 1954    | Columbia  | CQ 2911  | B    | Polvere                        | Michelotti                        | Piero Trombetta                               |
| 1954    | Columbia  | CQ 2923  | A    | Tango glamour                  | Gade                              | Piero Trombetta                               |
| 1954    | Columbia  | CQ 2923  | B    | Zingaro                        | Trombetta, Clara                  | Piero Trombetta, Sergio Bosco                 |
| 1954    | Columbia  | CQ 2959  | A    | Eterna vision                  | Maietti                           | Piero Trombetta                               |
| 1954    | Columbia  | CQ 2959  | B    | Dolores                        | Rampazzi                          | Piero Trombetta                               |
| 1954    | Columbia  | CQ 2978  | A    | Milanguero                     | Maietti                           | Piero Trombetta                               |
| 1954    | Columbia  | CQ 2978  | B    | Aparicion                      | Maietti                           | Piero Trombetta                               |
| 1954    | Columbia  | CQ 3017  | A    | Tango delle rose               | Bottero, Schreier                 | Piero Trombetta                               |
| 1954    | Columbia  | CQ 3017  | B    | Caminito                       | Filiberto, Penaloza               | Piero Trombetta                               |
| 1954    | Columbia  | CQ 3040  | A    | Angustia                       | Pettorossi                        | Piero Trombetta                               |
| 1954    | Columbia  | CQ 3040  | B    | Almita buena                   | Maietti                           | Pierto Trombetta                              |
| 1954    | Columbia  | CQ 3057  | A    | Danziamo il chorino            | Pablo, Milozas                    | Piero Trombetta, Elio Mannino                 |
| 1954    | Columbia  | CQ 3057  | B    | Corazon criollo                | Maietti                           | Piero Trombetta                               |
| 1954    | Columbia  | CQ 3074  | A    | Yira yira                      | E.S. Discepolo                    | Piero Trombetta                               |
| 1954    | Columbia  | CQ 3074  | B    | Campane risvegliate gli angeli | Maietti, Nisa                     | Piero Trombetta                               |
| 1954    | Columbia  | CQ 3128  | A    | La vida (sigue andando)        | Trombetta                         | Piero Trombetta                               |
| 1954    | Columbia  | CQ 3128  | B    | O sole mio                     | Di Capua                          | Piero Trombetta                               |
| 1954    | Columbia  | CQ 3153  | A    | Canzone della sierra           | Maietti                           | Pierto Trombetta                              |
| 1954    | Columbia  | CQ 3153  | B    | Exhibicion                     | Favari                            | Piero Trombetta                               |
| 1955    | Columbia  | CQ 3167  | A    | Vecchia luna                   | Trombetta                         | Piero Trombetta                               |
| 1955    | Columbia  | CQ 3167  | B    | Mai più                        | F. Dacco                          | Piero Trombetta                               |
| 1955    | Columbia  | QP 4018  | A    | Chingolito                     |                                   | Piero Trombetta                               |
| 1956    | Columbia  | CQ 3181  | A    | Encantador                     | Stantero, Sterpi                  | Piero Trombetta                               |
| 1956    | Columbia  | CQ 3181  | B    | El tornado                     | A. Maietti                        | Piero Trombetta                               |
| 1956    | Columbia  | CQ 3194  | A    | Carrettere amigo               | Pedro Milozas                     | Piero Trombetta                               |
| 1956    | Columbia  | CQ 3194  | B    | Tangueando                     | Trombetta                         | Piero Trombetta                               |
| 1956    | Columbia  | CQ 3206  | A    | Invocazione                    | F. Silvestri                      | Piero Trombetta                               |
| 1956    | Columbia  | CQ 3206  | B    | Zaraza                         | Tagle, Lara                       | Piero Trombetta                               |
| 1956    | Columbia  | CQ 3220  | A    | Tango imperial                 | A. Maietti                        | Piero Trombetta                               |
| 1956    | Columbia  | CQ 3220  | B    | La colpa fu                    | E. Sciorilli                      | Piero Trombetta                               |
| 1956    | Columbia  | CQ 3350  | A    | Esclavo infeliz                | Pablo                             | Piero Trombetta                               |
| 1956    | Columbia  | CQ 3350  | B    | Spanische geigen               | H. Zacharias                      | Piero Trombetta                               |
| 1956    | Columbia  | CQ 3372  | A    | Tyrolean tango                 | Stewart                           | Piero Trombetta                               |
| 1956    | Columbia  | CQ 3372  | B    | El solitario                   | Maietti                           | Piero Trombetta                               |
| 1956    | Columbia  | SCMG 216 | A    | Yiba yiba                      | Discepolo                         | Pierto Trombetta                              |
| 1956    | Columbia  | SCMG 216 | B    | Poema                          | M. Melfi                          | Piero Trombetta                               |
| 1957    | Columbia  | CQ 3420  | A    | Tango desiree                  | Niessen, Cassen                   | Piero Trombetta                               |
| 1957    | Columbia  | CQ 3420  | B    | Rancherita                     | Trombetta                         | Piero Trombetta                               |
| 1957    | Columbia  | CQ 3432  | A    | Mi domando perché              | Cassano                           | Piero Trombetta                               |
| 1957    | Columbia  | CQ 3432  | B    | Son ritornate le rose          | P. Miglioli                       | Piero Trombetta                               |
| 1957    | Columbia  | CQ 3449  | A    | Mi alma                        | A. Casadei                        | Piero Trombetta                               |
| 1957    | Columbia  | CQ 3449  | B    | Mi dolor                       | Joselito                          | Piero Trombetta                               |
| 1957    | Columbia  | CQ 3450  | A    | Eterna juventud                | Jbanez                            | Piero Trombetta                               |
| 1957    | Columbia  | CQ 3450  | B    | Un po' di tango                | A. Maietti                        | Piero Trombetta                               |
| 1957    | Columbia  | CQ 3478  | A    | El muchacho                    | A. Bossini                        | Piero Trombetta                               |
| 1957    | Columbia  | CQ 3478  | B    | Brasiliana                     | Maldarelli                        | Piero Trombetta                               |
| 1958    | Columbia  | CQ 3517  | A    | Lamento criollo                | A. Maietti                        | Piero Trombetta                               |
| 1958    | Columbia  | CQ 3517  | B    | Sempre que Lisboa canta        | C. Rocha                          | Piero Trombetta                               |
| 1958    | Columbia  | CQ 3518  | A    | El terzero                     | F. Volpitos, De Ponti             | Piero Trombetta                               |

#### Dischi a 45 giri[4]
| Anno    | Etichetta     | Codice    | Lato | Titolo                     | Autori                            | Interpreti                        |
| ------- | ------------- | --------- | ---- | -------------------------- | --------------------------------- | --------------------------------- |
| 1957    | Columbia      | SEMQ 27   | 1    | El mundo (Sigue andando)   |                                   | Piero Trombetta                   |
| 1957    | Columbia      | SEMQ 27   | 2    | No puede ser               |                                   | Piero Trombetta                   |
| 1957    | Columbia      | SEMQ 27   | 3    | Tangueando                 |                                   | Piero Trombetta                   |
| 1957    | Columbia      | SEMQ 27   | 4    | Cuban bolero               |                                   | Piero Trombetta                   |
| 1957    | Columbia      | SEMQ 37   | 1    | Tango del cuore            |                                   | Piero Trombetta                   |
| 1957    | Columbia      | SEMQ 37   | 2    | Non farmi innamorare       |                                   | Piero Trombetta                   |
| 1957    | Columbia      | SEMQ 37   | 3    | Yira yira                  |                                   | Piero Trombetta                   |
| 1957    | Columbia      | SEMQ 37   | 4    | Lagrimas perdidas          |                                   | Piero Trombetta                   |
| 1957    | Columbia      | SEMQ 50   | 1    | Guaglione                  |                                   | Piero Trombetta                   |
| 1957    | Columbia      | SEMQ 50   | 2    | L'ultimo tango             |                                   | Piero Trombetta                   |
| 1957    | Columbia      | SEMQ 50   | 3    | Mucho mucho                |                                   | Piero Trombetta                   |
| 1957    | Columbia      | SEMQ 50   | 4    | Zaraza                     |                                   | Piero Trombetta                   |
| 1958    | Columbia      | CQ 3495   | A    | Muchachita sì o no         | Trombetta, Specchia               | Piero Trombetta, Enzo Amadori     |
| 1958    | Columbia      | CQ 3495   | B    | Il treno dell'amore        | A. Maldarelli                     | Piero Trombetta                   |
| 1958    | Columbia      | SCMQ 1089 | A    | Amico tango                |                                   | Piero Trombetta                   |
| 1958    | Columbia      | SCMQ 1089 | B    | Fuego                      |                                   | Piero Trombetta                   |
| 1958    | Columbia      | SCMQ 1102 | A    | El choclo                  | Villoldo                          | Piero Trombetta                   |
| 1958    | Columbia      | SCMQ 1102 | B    | Hija de gaucho             | Camilo Rolez, Josè Otavalo        | Piero Trombetta                   |
| 1958    | Columbia      | SCMQ 1135 | A    | Porta chiusa               |                                   | Piero Trombetta                   |
| 1958    | Columbia      | SCMQ 1135 | B    | Tango del cuore            |                                   | Piero Trombetta                   |
| 1958    | Columbia      | SCMQ 1171 | A    | Delirio                    | Blanco                            | Piero Trombetta                   |
| 1958    | Columbia      | SCMQ 1171 | B    | Mi alma                    | Arturo Casadei                    | Piero Trombetta                   |
| 1958    | Columbia      | SEMQ 96   | 1    | Adios Baja                 |                                   | Piero Trombetta                   |
| 1958    | Columbia      | SEMQ 96   | 2    | Sin amor                   |                                   | Piero Trombetta                   |
| 1958    | Columbia      | SEMQ 96   | 3    | Anima mia                  |                                   | Piero Trombetta                   |
| 1958    | Columbia      | SEMQ 96   | 4    | Alma argentina             |                                   | Piero Trombetta                   |
| 1959    | Electrola     | EG 9007   | B    | Pity pity                  | Bader, Ergus, Rockelein, Lawrence | Piero Trombetta                   |
| 1959    | Columbia      | SEMQ 107  | 1    | Diglielo tu                | Conte                             | Piero Trombetta                   |
| 1959    | Columbia      | SEMQ 107  | 2    | Ferro carrijo              | Conte                             | Piero Trombetta                   |
| 1959    | Columbia      | SEMQ 107  | 3    | Vaseme 'nata vota          | Di Paola                          | Piero Trombetta                   |
| 1959    | Columbia      | SEMQ 107  | 4    | Mejor que antes            | Quinsito Minguel                  | Piero Trombetta                   |
| 1959    | Columbia      | SEMQ 116  | 1    | Todos amigos               | Trombetta                         | Piero Trombetta                   |
| 1959    | Columbia      | SEMQ 116  | 2    | Eco perdido                | Quinsito Minguel                  | Piero Trombetta                   |
| 1959    | Columbia      | SEMQ 116  | 3    | Cantaturiello              | Eligio La Valle                   | Piero Trombetta                   |
| 1959    | Columbia      | SEMQ 116  | 4    | Cose che passano           | Enzo Bonagura                     | Piero Trombetta                   |
| 1959    | Columbia      | SEMQ 117  | 1    | El modista                 |                                   | Piero Trombetta                   |
| 1959    | Columbia      | SEMQ 117  | 2    | Amore e lacrime            |                                   | Piero Trombetta                   |
| 1959    | Columbia      | SEMQ 117  | 3    | Adios Dolores              |                                   | Piero Trombetta                   |
| 1959    | Columbia      | SEMQ 117  | 4    | Banderillas                |                                   | Piero Trombetta                   |
| 1959    | Columbia      | SCMG 49   | A    | Luz de sol                 |                                   | Piero Trombetta                   |
| 1959    | Columbia      | SCMG 49   | B    | Muy facil                  |                                   | Piero Trombetta                   |
| 1959    | Columbia      | SCMQ 1202 | A    | Krimnal tango              | Trombetta                         | Piero Trombetta                   |
| 1959    | Columbia      | SCMQ 1202 | B    | El mundo (Sigue andando)   |                                   | Piero Trombetta                   |
| 1959    | Columbia      | SCMQ 1204 | A    | La figlia della cumparsita | I. Privitera, Sanfilippo          | Piero Trombetta                   |
| 1959    | Columbia      | SCMQ 1204 | B    | Il tango delle ragazze     | I. Privitera, Sanfilippo          | Piero Trombetta                   |
| 1959    | Columbia      | SCMQ 1205 | A    | A Rio tango                |                                   | Piero Trombetta                   |
| 1959    | Columbia      | SCMQ 1205 | B    | Signorinella tango         |                                   | Piero Trombetta                   |
| 1959    | Columbia      | SCMQ 1298 | A    | Amor perdido               | R. Ruffini                        | Piero Trombetta                   |
| 1959    | Columbia      | SCMQ 1298 | B    | Deseo                      | M. Marini                         | Piero Trombetta                   |
| 1959    | Vintage music |           | 1    | Appassionato tango         |                                   | Piero Trombetta                   |
| 1959    | Vintage music |           | 2    | El ultimo tango            |                                   | Piero Trombetta                   |
| 1959    | Vintage music |           | 3    | Poema                      |                                   | Piero Trombetta                   |
| 1959    | Vintage music |           | 4    | Don Pedro                  |                                   | Piero Trombetta                   |
| 1960    | Columbia      | SCMQ 1317 | A    | Diabolik melody            | Trombetta, Specchia               | Piero Trombetta                   |
| 1960    | Columbia      | SCMQ 1317 | B    | Lasciate star la luna      | Trombetta, Specchia               | Piero Trombetta                   |
| 1960    | Columbia      | SCMQ 1333 | A    | Restar soli                |                                   | Piero Trombetta                   |
| 1960    | Columbia      | SCMQ 1333 | B    | Siempre                    |                                   | Piero Trombetta                   |
| 1960    | Columbia      | SCMQ 1344 | A    | Satanico tango             | Trombetta                         | Piero Trombetta                   |
| 1960    | Columbia      | SCMQ 1344 | B    | Tango nero                 | Trombetta, Moretti                | Piero Trombetta                   |
| 1960    | Columbia      | SCMQ 1429 | A    | 317                        | Trombetta, Moretti                | Piero Trombetta                   |
| 1960    | Columbia      | SCMQ 1429 | B    | Burrito aj aj aj           | Trombetta, Moretti                | Piero Trombetta, Luciano Monguzzi |
| 1960/61 | Columbia      | SCMQ 1432 | A    | Mala                       |                                   | Piero Trombetta                   |
| 1960/61 | Columbia      | SCMQ 1432 | B    | El bandido                 |                                   | Piero Trombetta                   |
| 1961    | Columbia      | SCMQ 1450 | A    | Karakiri                   |                                   | Piero Trombetta                   |
| 1961    | Columbia      | SCMQ 1450 | B    | Un tango cha cha cha       |                                   | Piero Trombetta                   |
| 1961    | Columbia      | SCMQ 1452 | A    | El gavilan                 | Trombetta                         | Piero Trombetta                   |
| 1961    | Columbia      | SCMQ 1452 | B    | Enamorada                  | L. Bardo                          | Piero Trombetta                   |
| 1961    | Columbia      | SCMQ 1515 | A    | Le stelle ti diranno       | Beltempo, Trombetta               | Piero Trombetta                   |
| 1961    | Columbia      | SCMQ 1515 | B    | Tutto mi parla di te       | Beltempo, Trombetta               | Piero Trombetta                   |
| 1961    | Columbia      | SCMQ 1540 | A    | Sette passi                | Pellini, Trombetta                | Piero Trombetta                   |
| 1961    | Columbia      | SCMQ 1540 | B    | Ti cerco                   | Moretti, Trombetta                | Piero Trombetta                   |
| 1962    | Columbia      | SCMQ 1618 | A    | Arriva Joe il rosso        | Trombetta, Pittari                | Piero Trombetta                   |
| 1962    | Columbia      | SCMQ 1618 | B    | Io sono l'arbitro          | Trombetta                         | Piero Trombetta                   |
| 1962/64 | Columbia      | SCMQ 1670 | A    | Risi e bisi a gogo         |                                   | Piero Trombetta                   |
| 1962/64 | Columbia      | SCMQ 1670 | B    | Gondola discreta           |                                   | Piero Trombetta                   |
| 1964    | Columbia      | SCMQ 1775 | 1    | Kolossal tango             |                                   | Piero Trombetta                   |
| 1964    | Columbia      | SCMQ 1775 | 2    | Quando me ne andrò         | Trombetta, Donnabice              | Piero Trombetta                   |
| 1964    | Columbia      | SCMQ 1775 | 3    | Che me ne importa a me     |                                   | Piero Trombetta                   |
| 1964    | Columbia      | SCMQ 1775 | 4    | Più tango di così si muore |                                   | Piero Trombetta                   |
| 1964    | Columbia      | SCMQ 1782 | A    | Se te ne andrai            | Donnabice, Ferracioli             | Piero Trombetta                   |
| 1964    | Columbia      | SCMQ 1782 | B    | Teresa                     | Donnabice, Trombetta              | Piero Trombetta                   |

### Album in studio
- 1955 - Tango... tango (come Piero Trombetta e la sua Orchestra Tipica)
- 1965 - Amico tango
- 1971 - A tutto tango
- 1974 - Kriminal Tango (come Piero Trombetta e la sua Orchestra Tipica) (Fontana 6492 023)

1. Kriminal tango
2. Te espero
3. Joe il rosso
4. Tango courreges
5. Querida
6. Mi dispiace
7. Mozartango
8. Linda Boca
9. Cav. Francesco De Rossi
10. Amigo por favor
11. Sin tu besos
12. Come te gusta

- 1978 - Welcome Piero (Baby records LSM 1296)
  1. Jalousie
  2. Angelina
  3. Fly away
  4. Kriminal tango
  5. Hello hello
  6. Bolero
  7. Melinda
- 2004 - Made in Italy (postuma)(EMI 7243 866430)
  1. Kriminal tango
  2. Violino tzigano
  3. A media luz
  4. Jalousie
  5. Amico tango
  6. Creola
  7. Don Pedro
  8. Mama yo quiero un novio
  9. Plegaria
  10. Tango delle rose
  11. Duelo criollo
  12. La cumparsita
  13. Il tango delle capinere
  14. El bandido
  15. Kiss tango
  16. Caminito

## Filmografia
- Kriminaltango, regia di Géza von Cziffra (1960) - colonna sonora
- Occhio alla penna, regia di Michele Lupo (1981)
- Bomber, regia di Michele Lupo (1982)

## Doppiatori italiani
- Stefano Sibaldi in Occhio alla penna